# Diederik van Assenede
Diederik van Assenede (Assenede, ca. 1230 – 1293) was klerk van de graaf van Vlaanderen van 1260 tot 1280, en schreef in die hoedanigheid literatuur. 

## Levensloop
Van Assenede speelde een belangrijke rol in de emancipatie van de Nederlandse literatuur aan het Vlaamse hof, omdat hij naar eigen zeggen schreef voor hen die geen walsch en konnen (die geen Frans kennen). Zo legde hij de weg open voor de eerste volkstalige literatuur in het graafschap Vlaanderen, dat als leenheerlijkheid van Frankrijk Frans als voertaal had.
In een oorkonde van 1271 kwam hij voor als grafelijk ontvanger. Hij was al voor het eerst als klerk vermeld in 1263, toen hij een deel woeste grond aankocht van gravin Margaretha in Assenede. Het blijkt dat hij ontvanger was van de cijnzen die geheven werden op de woeste gronden in de kasselrijen Gent en Brugge en in de Vier Ambachten.
Van Assenede is  bekend als de vertaler en bewerker van de Oudfranse ridderroman in verzen Floire et Blanceflor, in het Middelnederlands Floris ende Blancefloer.

## Publicatie
- P. DE KEYZER (uitgever), Floris en Blancefloer, Antwerpen, Klassieke Galerij.